# Jakov Fak
Jakov Fak (Rijeka, 1 de agosto de 1987) es un deportista croata que compite en biatlón, desde el año 2011 participa bajo la bandera eslovena.
Participó en tres Juegos Olímpicos de Invierno, entre los años 2010 y 2018, obteniendo en total dos medallas, plata en Pyeongchang 2018 y bronce en Vancouver 2010.
Ha ganado cinco medallas en el Campeonato Mundial de Biatlón entre los años 2009 y 2015.

## Palmarés internacional
| Representando a Croacia   |                              |                   |                 |
| Juegos Olímpicos          |                              |                   |                 |
| Año                       | Lugar                        | Medalla           | Prueba          |
| 2010                      | Vancouver (Canadá)           | Medalla de bronce | Velocidad       |
| Campeonato Mundial        |                              |                   |                 |
| Año                       | Lugar                        | Medalla           | Prueba          |
| 2009                      | Pyeongchang (Corea del Sur)  | Medalla de bronce | Individual      |
| Representando a Eslovenia |                              |                   |                 |
| Juegos Olímpicos          |                              |                   |                 |
| Año                       | Lugar                        | Medalla           | Prueba          |
| 2018                      | Pyeongchang (Corea del Sur)  | Medalla de plata  | Individual      |
| Campeonato Mundial        |                              |                   |                 |
| Año                       | Lugar                        | Medalla           | Prueba          |
| 2012                      | Ruhpolding (Alemania)        | Medalla de oro    | Individual      |
| 2012                      | Ruhpolding (Alemania)        | Medalla de plata  | Relevo mixto    |
| 2013                      | Nové Město (República Checa) | Medalla de bronce | Velocidad       |
| 2015                      | Kontiolahti (Finlandia)      | Medalla de oro    | Salida en grupo |